# Jamaica Badminton Association
Die Jamaica Badminton Association (JBA) ist die oberste nationale administrative Organisation in der Sportart Badminton in Jamaika.

## Geschichte
1927 wurde in Jamaica erstmals Badminton unter Anleitung von Alan Ritchie in der Arnold Road 62 in Kingston von ihm und seinen vier Kindern gespielt. Die Jamaica Badminton Association wurde 1937 gegründet und im März 1954 Mitglied im Weltverband IBF. Der Verband wurde 1976 Gründungsmitglied im kontinentalen Dachverband Badminton Pan Am, damals noch unter dem Namen Pan American Badminton Confederation firmierend. Nationale Meisterschaften werden seit 1937 ausgetragen. Der Sitz des Verbandes befindet sich in Kingston. Der Verband gehört dem Nationalen Olympischen Komitee an.

## Bedeutende Veranstaltungen, Turniere und Ligen
- Jamaican International
- Einzelmeisterschaften
- Mannschaftsmeisterschaft
- Juniorenmeisterschaften

## Präsidenten
- Andrew Aguillar, Präsident 1953–1958
- Robert Kirkwood, Präsident 1958–1963
- Balfe Bradley, Präsident 1964–1971
- Richard D. Roberts, Präsident 1972–1979?, 2013–2016?
- Jimmy Leyow, Präsident 1979–1980,  1982–1984?
- Robert Lee, Präsident 1980–1981?
- Rachel Ellis, Präsidentin 1984–1987?
- Winston Ridgard, Präsident 1987–1995, 2003–2005
- Wade Marr, Präsident 1995–1997?
- Joseph Clarke, Präsident 1997?–2003
- Vishu Tolan, Präsident 2005–2013
- Courtney Henry, Präsident 2016–2017
- Nicole Case, Präsidentin 2017–2021